# Niggly Cave
Niggly Cave – jaskinia krasowa w Australii, na Tasmanii, w Parku Narodowym Mount Field.
Jaskinia jest rozwinięta pionowo.